# Atractus collaris
Atractus collaris este o specie de șerpi din genul Atractus, familia Colubridae, descrisă de Peracca 1897. Conform Catalogue of Life specia Atractus collaris nu are subspecii cunoscute.